# يوجينة ثلاثية الأزهار
يوجينة ثلاثية الأزهار (الاسم العلمي: Eugenia triflora) هي نوع من النباتات تتبع جنس اليوجينة من فصيلة الآسية.